# Вялле
Вялле — (біл. вёска Вялле), село (веска) в складі Брагінського району розташоване в Гомельській області Білорусі. Село підпорядковане Новойолчанській сільській раді і в ньому мешкає 60 осіб (станом на 2004 рік).
Село Вялле розташоване на південному сході Білорусі, у південній частині Гомельської області, за 37 кілометрів на південний схід від районного центру Брагіна.